# Itagüí Leones Fútbol Club
Itagüí Leones Fútbol Club é um clube colombiano de futebol, sediado em Turbo.
Fundado em 1957 com o nome de Corporación de Fútbol Deportivo Rionegro e sediado na cidade de Rionegro, manteve o nome durante 57 anos, quando um grupo de empresários comprou o clube e mudou de nome em 2014, transferindo-se para Turbo. As cores da agremiação também mudaram: saíram o vermelho e o branco, entraram o amarelo e o verde.
No ano de 2008, com o antigo nome, tinha no seu elenco o folclórico goleiro René Higuita e atualmente disputa a Segunda Divisão do Campeonato Colombiano.
Em 2016, transfere sua sede para Itagüí, ocasionando alteração do nome.
Seu estádio, o John Jairo Tréllez, tem capacidade para 14.000 espectadores.